# Poire belle Hélène
Poire belle Hélène is een nagerecht van in suikersiroop gepocheerde peer en vanilleroomijs overgoten met warme chocoladesaus.
Het gerecht werd in 1864 bedacht door Auguste Escoffier en vernoemd naar de operette La belle Hélène van Jacques Offenbach.